# Mintanyelv
A mintanyelv egy szervezett és összefüggő mintakészlet, amely mindegyike leír egy problémát és a megoldás magját, amely egy adott szakterületen belül sokféleképpen használható. A kifejezést Christopher Alexander építész találta ki, és népszerűsítette 1977-es könyvében, az A Pattern Language-ben.
A mintanyelv lehet kísérlet a mélyebb bölcsesség kifejezésére, hogy mi hoz életszerűséget az emberi törekvések adott területeibe, minták összefüggő halmazán keresztül. Életszerűség egy helyőrző kifejezés a "név nélküli minőség" kifejezésre: a teljesség, a szellem vagy a kegyelem érzése, ami változó alakú, pontos és empirikusan igazolható. Alexander azt állítja, hogy átlag emberek ezt a tervezési megközelítést használva képesek sikeresen megoldani nagyon nagy és komplex tervezési problémákat.

## Mi a minta?
Amikor egy tervező megtervez valamit - legyen az akár egy ház, számítógépes program, vagy egy lámpa - sok döntést kell meghoznia a problémák megoldásáról. Egyetlen problémát dokumentálnak a tipikus helyével (a szintaxis), és a használatát (a nyelvtan) a vadonban látott leggyakoribb és elfogadott jó megoldással, például a szótárakban látott példákkal. Minden egyes ilyen bejegyzés egy külön tervezési minta. Minden mintának van neve, leíró bejegyzése és néhány kereszthivatkozás, hasonlóan egy szótár bejegyzéshez. Egy dokumentált mintának el kell magyaráznia, miért jó az a megoldás a minta összefüggéseiben.
Az elemi vagy univerzális minták, mint például az "ajtó" vagy a "partnerség", a tervezés sokoldalú eszményei, akár tapasztalatok alapján, akár a gyakorlatban alkotóelemekként felhasználhatók, kifejezetten az erők holisztikus felbontásaként jellemezhető visszatérő összefüggésekben és körülmények között, akár az építészetben, orvostudományban, szoftverfejlesztésben vagy kormányzásban stb. Mintákat lehet kitalálni, vagy megtalálni és tanulmányozni, mint például a természetben előforduló tervezési mintákat, amik az emberi környezetet jellemzik.
Mint minden nyelvnek, a mintanyelvnek is van szókincse, szintaxisa és nyelvtana - de a mintanyelv a kommunikációtól eltérő komplexebb tevékenységre vonatkozik. A mintanyelvekben a részek így módon bomlanak szét:
- A nyelvleírás - a szókincs - nevesített, leírt megoldások gyűjteménye egy érdeklődési terület problémáira. Ezeket tervezési mintáknak hívjuk. Tehát például az építészet nyelve olyan elemeket ír le, mint: települések, épületek, szobák, ablakok, reteszek stb.
- Minden megoldás tartalmaz szintaxist, egy leírást, amely megmutatja, hogy a megoldás hova illeszkedik egy nagyobb átfogóbb vagy elvontabb tervezésben. Ezzel automatikusan összekapcsolva a megoldást más szükséges megoldások hálójával. Például, van mód a szobákat megvilágítani, és van mód az emberek be és ki juttatására.
- A megoldás magába foglalja a nyelvtant amely leírja, hogy a megoldás hogyan oldja meg a problémát vagy hogyan hoz hasznot. Szóval, ha az haszonra nincs szükség, a megoldást nem használják. Esetlegesen a terv ezen része üresen hagyható, hogy pénzt vagy más erőforrásokat takarítsanak meg; Ha az embereknek nem kell megvárniuk a szobába való belépést, akkor egy egyszerű ajtó helyettesítheti a várótermet.
- A nyelvleírásban a nyelvtan és a szintaxis kereszthivatkozásban vannak (gyakran a mintanevek szó szerinti alfabetikus indexével) más megnevezett megoldásokkal,így a tervező gyorsan gondolhat az egyik megoldásról egy másik kapcsolódó szükséges megoldásra, és logikus módon tudja dokumentálni azokat. Christopher Alexander A mintanyelv című könyvében, a minták méret szerint csökkenő sorrendbe vannak rendezve, külön betűrendes mutatóval.
- A nyelv indexében szereplő kapcsolatok hálója számos utat biztosít a tervezési folyamaton keresztül.

Ez leegyszerűsíti a tervezési folyamatot, mivel a tervezők elkezdhetnek dolgozni a probléma bármelyik részéből kiindulva, amit értenek és tovább haladhatnak az ismeretlen részek felé. Ugyanakkor, ha a minta nyelv helyesnek bizonyult több projekten át, akkor okkal hihetjük hogy akár az a tervező is, aki elsőre nem érti teljesen a tervezési problémát képes befejezi a tervezési folyamatot, és az eredmény használható lesz. Például a kintről bejövő síelőknek le kell magukról söpörni a havat és eltárolni a felszerelésüket. A rendetlen hó- és bakancstisztítóknak kint kell maradniuk. A felszerelést karban kell tartani, ezért az állványoknak bent kell lenniük.

## Sok minta alkot egy nyelvet
Pont mint ahogy a szavaknak nyelvtani és szemantikai kapcsolatban kell egymással lenniük ahhoz, hogy egy beszélt nyelvet hasznossá tegyenek, a tervezési mintáknak helyzetben és hasznosságban kapcsolatban kell lenniük egymással hogy minta nyelvet alkossanak. Christopher Alexander munkája leírja a lebontás folyamatát, amennyiben a tervezőnek problémája van(esetleg egy kereskedelmi megbízás), kiválasztja a megoldást, aztán új kisebb problémákat fedez fel, amiket a nagy megoldás okozott. Esetenként, a kisebb problémáknak nincsen megoldása, és egy másik nagy megoldást kell választani. Végezetül minden megmaradt probléma elég apró vagy elég rutinos ahhoz, hogy az építők improvizációjával megoldják azokat, és a "terv" elkészüljön. 
A tényleges szervezeti felépítés (hierarchikus, iteratív stb.) a tervező saját belátására van bízva, a problémától függően. Ez kifejezetten lehetővé teszi a tervező számára, hogy felfedezze a terveket, néhány apró részből kiindulva. Amikor ez történik, gyakran előfordul, hogy a tervező rájön, hogy a probléma valójában egy nagyobb megoldás része. Ezen a ponton, a terv szinte mindig jobb tervvé válik.
Ezért a nyelvben minden mintának meg kell jelölnie kapcsolatait más mintákkal és a nyelv egészével. Ezzel irányelvet adva a mintanyelvet használó tervezőknek a megoldandó problémákkal kapcsolatban.
Ha külső szakemberünk van a mintanyelv alkalmazására, akkor a legnehezebb rész, hogy egy megbízható teljes listát kapjunk a megoldandó problémákról. Természetesen azok az emberek ismerik legjobban a problémákat, akiknek a tervre van szükségük. Tehát Alexander híresen szorgalmazta az érintett, felhatalmazott felhasználók helyszíni improvizációját,   mivel ez hatékony módja annak, hogy nagyon működőképes, nagy léptékű kezdeti megoldásokat alkossanak, maximalizálva a terv hasznosságát és minimalizálva a tervezés újrafeldolgozását. Elsősorban az építészet felhasználói felhatalmazásának vágya volt az ok, hogy Alexander az építészet mintanyelvi projektjét vállalta.

## Tervezési problémák egy kontextusban
A tervezési minták fontos szempontja, hogy azonosítsák és dokumentálják azokat a kulcsfontosságú ötleteket, amelyek a jó rendszert megkülönböztetik egy gyenge rendszertől (ez lehet ház, számítógépes program vagy mindennapi használati tárgy), és segítséget nyújtsanak a jövőbeni rendszerek tervezésében. A mintában megfogalmazott gondolatnak elég általánosnak kell lennie ahhoz, hogy kontextusában nagyon különböző rendszerekben alkalmazható legyen, de mégis elég konkrétnak ahhoz, hogy konstruktív útmutatást adjon.
A szituációk körét melyben a mintában tárgyalt problémák és megoldások érvényesek, kontextusnak  nevezzük. A minták fontos része a kontextus leírása. A példák tovább szemléltetik, hogy a minta hogyan alkalmazható nagyon különböző helyzetekre.
Például Alexander "VÁRAKOZÁSRA SZÁNT HELY" mintája a buszmegállókra ugyanúgy vonatkozik, mint az orvosi rendelők váróira, miközben továbbra is hasznos és konstruktív megoldásokat javasol. Erich Gamma, Richard Helm, Ralph Johnson és John Vlissides Design Patterns (Tervezési minták) című könyve (Gang-of-four - Négyek bandája könyvként is ismert) olyan megoldásokat javasol, amelyek függetlenek a programozási nyelvtől és a program alkalmazási tartományától.
Mégis, a mintában leírt problémák és megoldások változhatnak egyrészt absztrakciós szintjükben és általánosságukban, másrészt specifikusságukban. Ez végül a szerző preferenciáitól függ. Azonban egy nagyon absztrakt minta is fog tartalmazni példákat, amelyek természetüknél fogva teljesen konkrétak és specifikusak.
A minták abban is különbözhetnek, hogy mennyire bizonyítottak a való világban. Alexander minden mintának nulla, egy, vagy két csillagos értékelést ad, jelezve, hogy mennyire bizonyítottak azok a való életi példákban. Általánosan elismert, hogy minden mintához legalább pár létező valós példára szükség van. Elképzelhető azonban a még megvalósítatlan ötletek mintaszerű formában történő dokumentálása.
Az Alexander könyvében található minták méretarányuk szerint is különböznek - némelyik leírja, hogyan kell egy várost vagy szomszédságot építeni, mások pedig az egyes épületekkel és a szobák belső tereivel foglalkoznak. Alexander úgy véli, hogy a kis léptékű komponensek a nagyszabású világ konstruktív elemei, így összekapcsolhatók egy hierarchikus hálózattal.

### Az erők kiegyensúlyozása
A mintának jellemeznie kell a problémát, aminek a megoldására szánták, a kontextust vagy helyzetet, ahonnan ezek a problémák erednek, és azokat a feltételeket, amelyek mellett a javasolt megoldások ajánlhatók.
Gyakran ezek a problémák különböző érdekek vagy "erők" konfliktusából erednek. Egy minta párbeszédként jelenik meg, amely később segít egyensúlyba hozni az erőket és végül döntést hozni.
Például lehet, hogy a minta egy vezeték nélküli telefonra utal. Az erők a kommunikáció szükségességét és más dolgok egyidejű elvégzésének szükségét jelentenék (főzni, megvizsgálni a könyvespolcot). Egy nagyon konkrét minta csak annyi lenne, hogy "VEZETÉK NÉLKÜLI TELEFON". Általánosabb minták a "VEZETÉK NÉLKÜLI ESZKÖZ" vagy a "MÁSODLAGOS TEVÉKENYSÉG" lennének, ami azt sugallja, hogy egy másodlagos tevékenység (például telefonon beszélgetni, vagy átnézni a farmered zsebeit) ne zavarjon más tevékenységeket. 
Noha kontextusában meglehetősen nem specifikus, a "MÁSODLAGOS TEVÉKENYSÉG" mintázatú erők nagyon hasonlóak a "VEZETÉK NÉLKÜLI TELEFON" erőire. Így a versengő erők a mintában, egy kifejezett tervezési koncepció lényegének részeként tekinthetőek.

### A minták a saját maguk indoklását tartalmazzák
Általában a minta tartalmaz egy hivatkozó indokolást az adott értékekre. Christopher Alexander számára a legfontosabb azokra az emberekre gondolni, akik kapcsolatba kerülnek az építészet egy részével. Az egyik legfontosabb értéke, hogy ezek az emberek jobban életben érezzék magukat. Beszél a "név nélküli minőségről" (QWAN - quality without a name).
Általánosabban azt mondhatnánk, hogy egy jó rendszert el kellene fogadni, szívesen látni és boldogan fogadni a mindennapi élet gazdagításaként azoknak, akik használni akarják, vagy - még jobb - minden embernek akit befolyásol. Például egy utcai kávézó tervezésekor Alexander megvitatja a vendég lehetséges vágyait, de megemlíti azokat is, akik csak elmennek  a kávézó mellett.
Ugyanez a gondolkodás használható mondjuk technikai eszközökre, például telefonokra, autókra, társadalmi struktúrákra, például egy projekten dolgozó csapatra, vagy egy számítógépes program felhasználói felületére. Egy szoftveres rendszer tulajdonságait például úgy is tudjuk értékelni, hogy megfigyeljük, annak használatakor felhasználók a rendszer élvezetével vagy küzdelmével töltik-e az idejüket.
Az emberi életre gyakorolt hatásokra fókuszálva felismerhetünk olyan mintákat, amik függetlenek a változó technológiától, és így "időtlen minőségre" találnak (Alexander).

## Általános felépítés és elrendezés
Általában egy mintanyelvnek vagy gyűjteménynek a szerzője választ egy általános struktúrát az összes mintához, felosztva ezeket általános részekre, például kontextusra, problémamegállapításra, megoldásra stb.
Christopher Alexander mintái például a következőkből állnak: egy rövid névből, egy értékelésből (legfeljebb két '*' szimbólum), egy elérzékenyítő képből, a kontextusleírásból, a problémamegállapításból, a szöveg hosszabb részéből, példákkal és magyarázatokkal, a megoldásból, nyilatkozatból, vázlatból és további hivatkozásokból. Ezt a szerkezetet és elrendezést néha "alexandriai formának" nevezik.
Alexander egy speciális szövegelrendezéssel jelöli mintáinak különböző szekcióit. Például a problémamegoldást és a megoldási utasítást félkövér betűtípussal nyomtatja, utóbbit pedig mindig az "Ezért:" kulcsszó előzi meg. Néhány szerző ehelyett a módszer helyett inkább explicit címkéket használ, ami bizonyos mértékű redundanciát eredményez.

### Értelmes nevek
Ha a tervezést egy csapat végzi, akkor a mintanevek egy szókincset alkotnak, amelyet megoszthatnak. Ezért szükséges, hogy a mintanevekre könnyen lehessen emlékezni és erősen leíróak legyenek. Néhány példa Alexander műveiből: ABLAKHELY (segít meghatározni, hova kerüljenek az ablakok a szobában) és VÁRAKOZÁSRA SZÁNT HELY (segít például meghatározni a buszmegállók és a kórházi várótermek jellemzőit).

## Aggregáció asszociatív hálózatban (mintanyelv)
Az Alexander által kitalált mintanyelv egyik mintáról a másikra tartalmaz linkeket, így amikor a tervező megpróbál alkalmazni egy mintát egy projektben, más olyan mintákra is átkerül a linkeken keresztül, amelyeket abban a kontextusban hasznosnak tartanak.
Alexander könyvében az ilyen linkeket a "referenciák" rész gyűjti össze, és visszatérnek a kapcsolt minta "kontextus" részében - így a teljes szerkezet egy irányított gráf. A "referenciákban" hivatkozott minta általában egy alacsonyabb szintű problémával foglalkozik, melyet a magasabb szintű probléma részeként ajánlanak. Például a "PUBLIKUS SZABADTÉRI TEREM" mintázat hivatkozik a "LÉPCSŐ ÜLŐHELYEK" -re.
Ezek a linkek, az értelmes nevekkel együtt, még a mintaleírás nélkül is, üzenetet hordoznak: Ha olyan helyet építünk, ahol az emberek kívül tölthetik el az idejüket ("PUBLIKUS SZABADTÉRI TEREM"), akkor fontoljuk meg, hogy olyan lépcsőkkel vegyük körül, ahol az emberek leülhetnek ("LÉPCSŐ ÜLŐHELYEK "). Ha irodát tervezünk ("MŰHELYEK ÉS IRODÁK"), fontoljuk  meg a munkaterületek kis csoportokba rendezését ("KIS MUNKACSOPORTOK"). Alexander azzal érvel, hogy a hálózat kapcsolatai még jelentősebbnek tekinthetők, mint maguk a minták szövege.
Az Alexander könyvében található linkek egyértelműen hierarchikus hálózatot eredményeznek.  Alexander párhuzamot von a nyelvtan hierarchiájával - ez az egyik érv számára, hogy mintanyelvről beszéljen.
A linkelés gondolata általánosságban elfogadott a minták szerzőinek a körében, bár a linkek mögött álló szemantikai indokok változhatnak.  Néhány szerző azonban, mint Erich Gamma,Richard Helm,Ralph Johnson és John Vlissides a Tervezési mintákban  csak kevéssé használja a minták linkelését - valószínűleg azért, mert ennek nem volt sok értelme a mintagyűjteményükben. Ilyen esetben mintakatalógusról beszélnénk, nem pedig mintanyelvről. 

### Használat
Alexander arra ösztönözte az embereket, akik a rendszerét használták, hogy bővítsék a nyelvet saját mintáikkal. Ennek lehetővé tétele érdekében könyvei nem szigorúan az építészettel vagy az építkezéssel foglalkoznak; elmagyarázza a mintanyelvek általános módszerét is. A Mintanyelv című könyv eredeti koncepciója az volt, hogy háromgyűrűs iratgyűjtő formájában jelenik meg, hogy később könnyen hozzáadhatók legyenek oldalak; ez viszont a kiadásnál kivitelezhetetlennek bizonyult. A mintanyelvi megközelítést használták arra is, hogy dokumentálja a különböző területeken megszerzett szakértelmet. Néhány példa: építészeti minták, informatikai minták, interakció-tervezési minták, pedagógiai minták, kertészkedés, társadalmi cselekvési minták és csoportkönnyítési minták. A mintanyelvi megközelítést a polgári intelligencia előmozdításának módjaként is javasolják azáltal, hogy azok segítenek összehangolni a különféle emberek és közösségek fellépéseit, akik jelentős problémákon dolgoznak együtt. Alexander specifikációi a mintanyelvek használatáról és újak létrehozásáról továbbra is befolyásosak maradtak, könyveit pedig a nem kapcsolódó területek szakemberei is a stílusra hivatkoztatják.
Fontos megjegyezni, hogy az olyan jelölések, mint az UML vagy a folyamatábra-szimbólumgyűjtemény, nem minősülnek mintanyelveknek. Szorosabban össze lehetne hasonlítani például egy ábécével: a szimbólumait fel lehetne használni a mintanyelv dokumentálására, de önmagukban nem számítanak nyelveknek. A gasztronómiában követendő recept vagy más egymást követő lépések, amelyeknek csak egy helyes útja létezik az elejétől a végéig, szintén nem mintanyelvek. Az új recept tervezésének folyamata azonban hasznos lehet a mintanyelv használatával.

### Egyszerű példa a mintára
- Név: CsokoládéChipArány
- Kontextus: Csokoládé süteményeket sütünk kis adagokban a család és a barátok számára.
- Először vegyük figyelembe ezeket a mintákat : CukorArány, LisztArány, TojásArány
- Probléma: Határozzuk meg a csokoládé chip és a sütitészta optimális arányát.
- Megoldás: Vegyük figyelembe, hogy a legtöbb ember a csokoládét tartja a csokoládés süti legjobb részének. Azt is vegyük figyelembe, hogy a túl sok csokoládé megakadályozhatja a süti összetartását, csökkentve annak vonzerejét. Mivel kis adagokban sütünk, a költség nem szempont. Ezért használjuk azt a maximális mennyiségű csokoládé chip-et, amely egy valóban erős sütit eredményez.
- Vegyük figyelembe a következőket: DióArány vagy Sütésidő vagy FagyasztásiMódszer

## Eredet
Christopher Alexander építész és szerző találta ki a mintanyelv kifejezést. Az épületek és városok tervezésével és kivitelezésével kapcsolatos gyakori problémákra és azok megoldására való utalásra használta. A könyvben lévő megoldások tartalmaznak javaslatokat, a városok felépítésétől kezdve a helyiség ablakainak elhelyezéséig.
A "mintanyelvi" megközelítés kereteit és filozófiáját kezdetben az  A Pattern Language című könyv népszerűsítette, amelyet Christopher Alexander és öt munkatársa írt a kaliforniai Berkeley Környezetvédelmi Struktúra Központjában az 1970-es évek végén. Amíg az A Pattern Language 253 "mintát" tartalmaz az első mintától kezdve, ami a "Független régiók" (a legáltalánosabb) az utolsóig, ami a "Dolgok az életedből", Alexander The Timeless Way of Building című könyve mélyebben foglalkozik a munka motivációjával és céljával. A "minta" és a "mintanyelv" következő definícióit az A Pattern Language című könyv átfogalmazza: 
"A minta egy, az épület kontextusában visszatérő probléma örökös megoldásának körültekintő leírása, amely leírja az egyik olyan konfigurációt, amely életet hoz az épületbe. Minden egyes minta egy olyan problémát ír le, amely újra és újra előfordul a környezetünkben, majd leírja a probléma alapvető megoldását oly módon, hogy a megoldást milliószor felhasználhatjuk, anélkül, hogy valaha is kétszer ugyanúgy kelljen azt csinálnunk." 
A mintanyelv olyan minták hálózata, amelyek hivatkoznak egymásra. A minták segítenek emlékezni a tervezéssel kapcsolatos meglátásokra és tudásra, és ezek kombinációja felhasználható megoldások létrehozására.

## Alkalmazási értelmezési tartomány
Christopher Alexander ötletét más tudományágakban is átvették, gyakran sokkal erőteljesebb módon, mint az A Pattern Language című könyvben be lett mutatva a minták eredeti alkalmazása által az építészetben. Az 1990-es évek óta példaként említhetők a szoftvertervezési minták vagy általánosabban a számítástechnikai építészeti minták, valamint az interakció-tervezési minták. Az 1990-es évek vége óta pedagógiai mintákat alkalmaztak a tanítás jó gyakorlatainak dokumentálására. Legalább a 2000-es évek közepe óta a mintanyelv ötletét bevezették a rendszerek architektúrájának tervezésébe.  A Liberating Voices: A Pattern Language for Communication Revolution című könyv, amely 136 mintát tartalmaz az információk és a kommunikáció felhasználására a fenntarthatóság, a demokrácia és a pozitív társadalmi változások előmozdítása érdekében, 2008-ban jelent meg, egy még több mintát tartalmazó weboldallal együtt. A "Group Works: A Pattern Language for Bringing Life to Meetings and Other Gatherings" kártyacsomag 2011-ben jelent meg. A mintanyelv ötletét a permakultúra tervezésében is alkalmazták.
Ward Cunningham, a wiki feltalálója társszerzőként írta Michael Mehaffy tanulmányát azzal érvelve, hogy a wikik és a mintanyelvek között mély kapcsolatok állnak fenn, és hogy a wikiket "valójában a minták hatékony megosztásának és módosításának könnyebbé tételére szolgáló eszközként fejlesztették ki".

## Fordítás
Ez a szócikk részben vagy egészben  a   Pattern language című angol Wikipédia-szócikk ezen változatának fordításán alapul.  Az eredeti cikk szerkesztőit annak laptörténete sorolja fel. Ez a jelzés csupán a megfogalmazás eredetét és a szerzői jogokat jelzi, nem szolgál a cikkben szereplő információk forrásmegjelöléseként.

### A mintákról általában
- Gerard Meszaros és Jim Doble: Mintanyelv a mintázatíráshoz
- Minták felhasználása nagyszabású repülőgép-projektek forgatókönyvének kidolgozásához
- Lean Startup üzleti modell mintázat
- Mi az a minőségi felhasználási eset? a Patterns for Effective Use Cases című könyvből

### Online mintagyűjtemények
- patternlanguage.com, a Környezetvédelmi Struktúra Központja
- Fused Grid - Kortárs városi minta "a szomszédsági minták gyűjteménye és szintézise"
- hcipatterns.org - A HCI mintái
- A Portland Pattern Repository
- Group Works: A Pattern Language for Bringing Life to Meetings and Other Gatherings - A csoportfolyamat mintanyelve
- Az alap protokollok - A csapat kommunikációs mintáinak összessége
- Liberating Voices! Pattern Language Projekt - Arab, kínai és spanyol nyelvű minták rövid változatai